# .br
.br es el dominio de país (ccTLD) que le corresponde a Brasil, actualmente administrado por el Comité Gestor de Internet en Brasil.

## Dominios de segundo nivel
- .agr.br - Empresas agrícolas, haciendas
- .am.br - Radios AM
- .art.br - Artes: música, pintura, folclore
- .edu.br - Entidades de enseñanza superior
- .com.br - Comercio en general
- .coop.br - Cooperativas
- .esp.br - Deportes
- .far.br - Farmacias y droguerías
- .fm.br - Radios FM
- .g12.br - Entidades de enseñanza primaria y secundaria

HGTH' - Entidades del gobierno federal 
- .imb.br - Inmobiliarias
- .ind.br - Industrias
- .inf.br - Medios de información (rádios, diarios, bibliotecas, etc..)
- .mil.br - Fuerzas Armadas Brasileñas
- .net.br - Proveedores de servicios de redes y de Internet
- .org.br - Organizaciones: entidades no gubernamentales sin fines de lucro
- .psi.br - Proveedores de servicio Internet
- .rec.br - Recreación
- .srv.br - Empresas prestadoras de servicios
- .tmp.br - Eventos temporales como ferias y exposiciones
- .tur.br - Turismo
- .tv.br - Televisión
- .etc.br - Entidades que no se encuadran en las otras categorías
- .adm.br - Administradores
- .adv.br - Abogados
- .arq.br - Arquitectos
- .ato.br - Actores
- .bio.br - Biólogos
- .bmd.br - Biomédicos
- .cim.br - Corredores
- .cng.br - Escenógrafos
- .cnt.br - Contadores
- .ecn.br - Economistas
- .eng.br - Ingenieros
- .eti.br - Especialistas en tecnología de la información
- .fnd.br - Fonoaudiólogos
- .fot.br - Fotógrafos
- .fst.br - Fisioterapeutas
- .ggf.br - Geógrafos
- .jor.br - Periodistas
- .lel.br - Martilleros
- .mat.br - Matemáticos y estadísticos
- .med.br - Médicos
- .mus.br - Músicos
- .not.br - Notarios
- .ntr.br - Nutricionistas
- .odo.br - Dentistas
- .ppg.br - Publicistas
- .pro.br - Profesores
- .psc.br - Psicólogos
- .qsl.br - Radioaficionados
- .slg.br - Sociólogos
- .trd.br - Traductores
- .vet.br - Veterinarios
- .zlg.br - Zoólogos
- .nom.br - Personas naturales
- .blog.br - Blogs
- .flog.br - Fotologs
- .vflog.br - Videos
- .wiki.br - Wikis